# Topol bílý v Pozorce
Topol bílý v Pozorce byl mohutný strom v osadě Pozorka u Kladrub. Topol bílý (Populus alba) rostl na parkovišti před kladrubským klášterem v zatáčce křižovatky silnic II/203 a 193. Topol byl starý přibližně 200 let, obvod jeho kmene měřil 443 cm a výška dosahovala 33 m (měření 2005). Strom nebyl v 21. století zvláště chráněn a před rokem 2019 zanikl.

## V okolí
- Dub u Kráčny
- Duby nad Pozorkou
- Dub u Senětické hájenky
- Lípa u Petrova mlýna